# Lambert Cornelius
Joseph Lambert Maria Cornelius (* 24. März 1778 in Düsseldorf; † 7. September 1823 ebenda) war ein deutscher Maler und Zeichenlehrer an der Kunstakademie Düsseldorf.

## Leben
Lambert Cornelius war der Sohn des Düsseldorfer Malers und Akademie-Inspektors Johann Christian Alois Cornelius (1748–1800) und dessen Ehefrau Anna Helena Corsten. Wie auch sein berühmter Bruder, der Historienmaler Peter Cornelius (1783–1867), wurde Lambert Cornelius von seinem Vater in Zeichnung und Malerei unterrichtet. Von diesem übernahm er nach dessen Tod das Amt des Akademie-Inspektors an der Kunstakademie Düsseldorf. Als solcher war er einer der wenigen verbleibenden Lehrkräfte der Düsseldorfer Akademie, die mit dem Abtransport der Sammlung der Düsseldorfer Gemäldegalerie im Jahr 1805 und in der folgenden Zeit des Großherzogtums Berg einen Niedergang erlebte. Neben ihm unterrichteten dort nur noch der Architekt Karl Friedrich Schäffer und der Kupferstecher Ernst Carl Thelott. Cornelius’ Schüler in dieser Zeit waren unter anderem Theodor Hosemann und Heinrich Heine. Bei der Neugründung der Düsseldorfer Akademie als „Königlich-Preußische Kunstakademie“ unter seinem Bruder Peter wurde er als Inspektor und Lehrer für den Akademieunterricht übernommen, lehrte jedoch in Folge einer Nervenkrankheit nur noch zu Beginn des Wintersemester 1822/23, Anfang 1823 wurde er pensioniert und starb nur wenige Monate danach.
Lambert Cornelius galt als „mittelmäßiger Künstler“, sonst ist über sein künstlerisches Werk nichts bekannt.